# Driyorejo (Driyorejo)
Driyorejo is een bestuurslaag in het regentschap Gresik van de provincie Oost-Java, Indonesië. Driyorejo telt 8517 inwoners (volkstelling 2010).